# Frances Scott
Frances Scott, Lady Douglas (26 juillet 1750 – 31 mars 1817), est l'épouse d'Archibald Douglas (1er baron Douglas), et la mère de la romancière Caroline Lucy Scott. Comme son frère, Henry Scott, 3e duc de Buccleuch, elle est proche du romancier Walter Scott. Elle est amateur d'art, et certaines de ses œuvres ont survécu.

## Biographie
Elle est la fille de Francis Scott, comte de Dalkeith, et de son épouse, Caroline Campbell. Née trois mois après la mort de son père, elle aurait reçu peu d'affection de la part de sa mère, qui est apparu "insensible à ses mérites", selon sa propre sœur, Lady Mary Coke. Un portrait de Lady Frances avec ses frères est peint par Sir Joshua Reynolds en 1758, et est la Galerie Nationale d'Écosse.
En 1755, la comtesse se remarie avec l'homme politique Charles Townshend, qui s'intéresse à Frances et supervise son éducation. En 1767, peu de temps avant la mort de Townshend, Frances voyage en Écosse pour aller au mariage de son frère. Elle reste au château de Dalkeith quelque temps, puis visite l'Irlande avec son amie la vicomtesse de Carlow (Caroline Stuart, fille de John Stuart (3e comte de Bute)).
Le 13 mai 1783, Frances se marie avec Archibald Douglas, dont elle est la seconde épouse, à Grosvenor Square, à Londres.
Le couple a six enfants :
- Frances Elizabeth Douglas (morte en 1854), qui épouse William Moray-Stirling, 17e Abercairny, et n'a pas d'enfants
- Mary Sidney Douglas, qui épouse Robert Douglas et n'a pas d'enfants
- Caroline Lucy Douglas (1784-1857), qui épouse l'amiral Sir George Scott, et n'a pas d'enfants; elle est connue en tant que romancière[6]
- Sholto Douglas, Scott Douglas (1785-1821)
- Le révérend James Douglas, 4e baron Douglas (1787-1857), qui épouse Wilhelmina Murray. Il hérite du titre de baron Douglas à la suite de la mort de son demi-frère, mais n'a pas d'enfants et le titre s'est éteint
- George Douglas (1788-1838)

Leur maison de famille est le Château de Bothwell, où Sir Walter Scott s'est rendu pour la première fois en 1799. C'est ici qu'il a d'abord rencontré Lady Louisa Stuart, un ami proche de Lady Douglas. Lady Louisa suggère plus tard que Scott a basé le personnage de Jeanie Deans en partie sur Frances.
Les mémoires de lady Louisa sont écrites pour sa famille et n'ont pas été publiées jusqu'en 1985. Les Archives Nationales détiennent la correspondance entre Frances et son amie Dorothy Bentinck, la duchesse de Portland, entre 1766 et 1771.